# ادواردو کوروی
ادواردو کوروی (انگلیسی: Edoardo Corvi؛ زادهٔ ۲۳ مارس ۲۰۰۱) بازیکن فوتبال اهل ایتالیا است.